# Lipsheim
Lipsheim település Franciaországban, Bas-Rhin megyében. Lakosainak száma 2692 fő (2022. január 1.). Lipsheim Fegersheim, Geispolsheim, Hindisheim és Ichtratzheim községekkel határos.

## Népesség
A település népességének változása:
| Lakosok száma | 2493 | 2550 | 2609 | 2600 | 2632 | 2664 | 2666 | 2670 | 2692 |
|               | 2013 | 2015 | 2016 | 2017 | 2018 | 2019 | 2020 | 2021 | 2022 |